# Comité olympique cap-verdien
Le Comité olympique cap-verdien (en portugais : Comité Olímpico Cabo-verdiano), est le représentant du Cap-Vert au Comité international olympique (CIO). Il appartient à l'Association des comités nationaux olympiques d'Afrique et son présidente est Filomena Fortes.
Le comité est fondé en 1989 et est reconnu par le Comité international olympique en 1993.